# استنلی میشن
استنلی میشن (به انگلیسی: Stanley Mission) یک منطقهٔ مسکونی در کانادا است که در ساسکاچوان واقع شده‌است. استنلی میشن ۳۷۷ متر بالاتر از سطح دریا واقع شده‌است.